# Kitsajština
Kitsajština či kičajština (anglicky Kitsai nebo Kichai) je mrtvý indiánský jazyk ze skupiny póníjsko-kitsajských jazyků kaddoské jazykové rodiny. Do 30. let 20. století jím hovořili příslušníci nepočetného kmene Kitsajů, jejichž rezervace, kterou sdílejí společně s Vičity, leží ve střední části amerického státu Oklahoma. Příbuznými jazyky jsou póníjština a vičitština.